# 12834 Bomben
12834 Bomben este un asteroid din centura principală de asteroizi.

## Descriere
12834 Bomben este un asteroid din centura principală de asteroizi. A fost descoperit pe 4 februarie 1997 la Kitt Peak National Observatory în cadrul proiectului Spacewatch. El prezintă o orbită caracterizată de o semiaxă mare de 2,18 ua, o excentricitate de 0,15 și o înclinație de 4,1° în raport cu ecliptica.